# John McDouall Stuart

John McDouall Stuart

John McDouall Stuart (* 7. September 1815 in Dysart, Fife, Schottland; † 5. Juni 1866 in London) war ein schottischer Geometer und Entdeckungsreisender, der als erster Europäer den australischen Kontinent von Süden nach Norden und zurück durchquerte.

## Lebenslauf
In mehreren Anläufen gelang es ihm zwischen 1858 und 1862, durch über 3000 Kilometer Wüste und Savanne einen Weg von Adelaide im Süden bis Chambers Bay am Van-Diemen-Golf östlich von Darwin an der Nordküste Australiens zu finden – die entscheidende Grundlage für den Bau der Überland-Telegrafenleitung von Südaustralien über Alice Springs nach Darwin, die sich eng an Stuarts Route hält und 1872 vollendet wurde.
Stuart zählt zu den großen historischen Persönlichkeiten Australiens. Während seine ersten Expeditionen dem Ziel dienten, landwirtschaftlich nutzbares Land, Bodenschätze und das erhoffte große Süßwasserreservoir im Inneren des Kontinents zu finden, trat später ein strategisches Ziel in den Vordergrund: Unter den Kolonien lief ein Wettlauf um den Auftrag für die Telegrafenleitung, die Australien an das Tiefseekabel von Java anschließen und damit mit der Welt verbinden sollte. Nur durch die Erschließung einer Überland-Route nach Norden konnte Adelaide in diesem Rennen verbleiben. Wer von den Städten des Südostens gewann, konnte zum Telekommunikationszentrum ganz Australiens werden, mit all den zu erwartenden wirtschaftlichen und gesellschaftlichen Vorteilen.

## Herkunft und frühe Jahre
McDouall Stuart wurde als fünfter Sohn von neun Kindern des bei seiner Geburt bereits pensionierten Armeehauptmanns William Stuart und seiner Frau Mary, einer geborenen McDouall, in Dysart bei Kirkcaldy an der Nordseite des Firth of Forth geboren. Seine Eltern starben, als er ein Teenager war. Verwandte ermöglichten ihm eine Ausbildung an der Scottish Naval and Military Academy in Edinburgh, die er 1838 als Bauingenieur abschloss. Danach entschied er sich, nach Australien auszuwandern.
Ende 1838 schrieb er sich als Passagier auf der „Indus“ ein, die nach Australien segelte. Stuart war schmächtig und verhältnismäßig klein (1,68 m groß und wenig mehr als 50 kg schwer) und nicht bei bester Gesundheit. Möglicherweise litt er an einer nicht diagnostizierten Tuberkulose. Zumindest ist überliefert, dass er bei der langen Überfahrt von Schottland nach Süd-Australien verschiedene Male Blut erbrach.

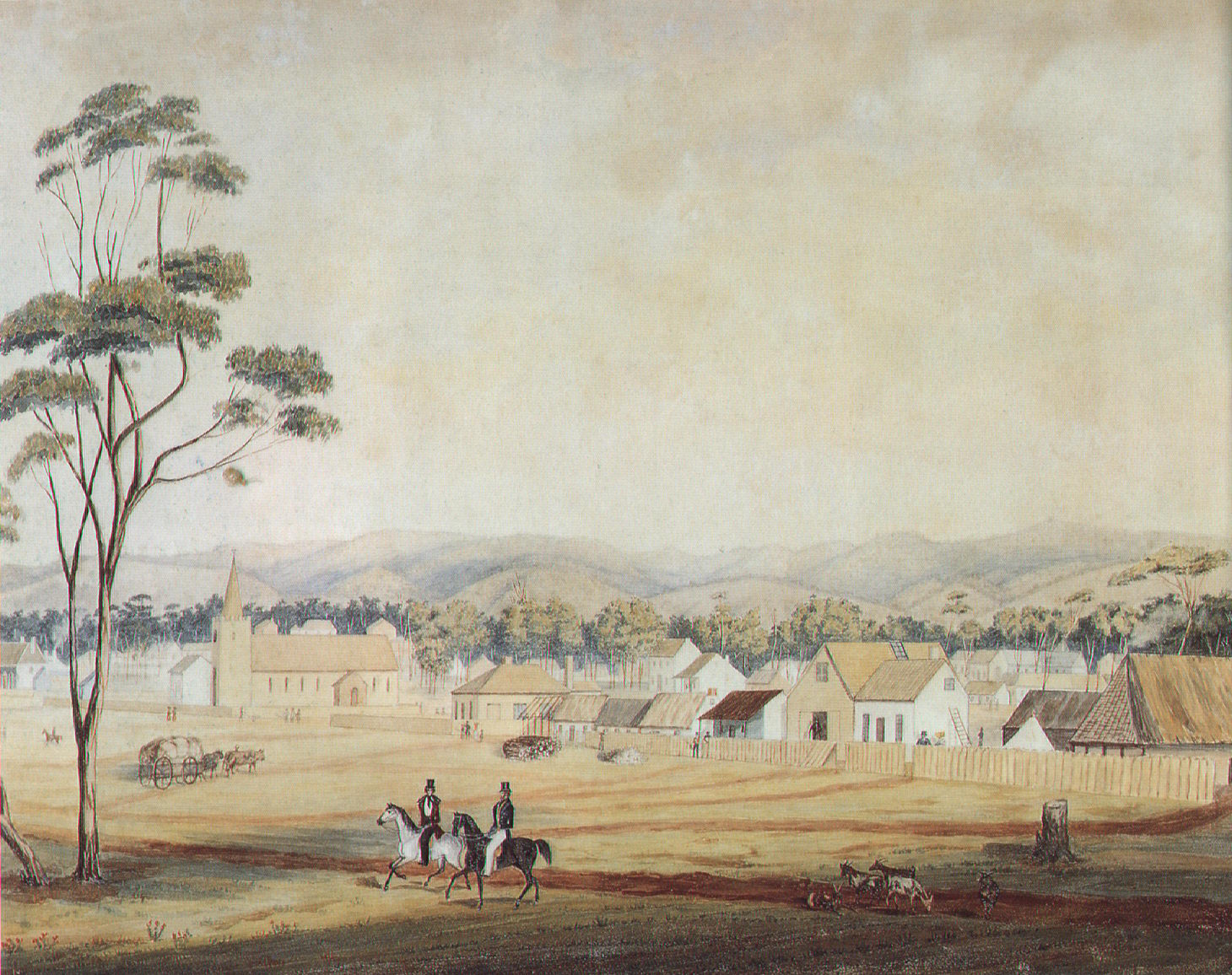
Adelaide um 1839, Martha Berkeley (1813–1899)

Im Januar 1839 traf er im Bundesstaat South Australia ein und fand alsbald eine Anstellung als Landvermesser in Adelaide. Wenig später kaufte er sich eigene Instrumente und beschäftigte sich intensiv mit dem Outback, der Geologie und Geografie des Landes. Sein bester Freund wurde William Finke, der sein Geld mit Grundstückshandel verdiente und später gemeinsam mit James Chambers, einem von Stuarts Kunden und ebenfalls gutem Freund, Stuarts Expeditionen finanzierte. Chambers war zusammen mit seinen Brüdern James und Benjamin durch Pferdehandel und mit einem Postunternehmen zu Wohlstand gekommen; ihre Ländereien ließen sie vor Ankauf jeweils von Stuart begutachten.
Nachdem Stuart 1854 bei der Oratunga Ranch Kupfer entdeckt hatte, kauften Chambers und Finke eine Mine und luden Stuart ein, in das Geschäft mit einzusteigen,

„… aber er war zu rastlos, um sich dauerhaft niederzulassen. Er hasste es, im Haus schlafen zu müssen, mochte nicht einmal zwei Nächte am selben Platz übernachten. Neues Land war zu seiner Leidenschaft und zu seinem Geschäft geworden …(…but he was too restless to settle down. He hated sleeping indoors, and did not even like to camp in the same place for two nights. New country had become his great passion, as well as his business….)“

Dennoch versuchte Stuart sich 1843, als die Vermessungsaufträge knapp wurden, als Farmer, war aber entsprechend froh, als Charles Sturt ihm kurz darauf anbot, an einer seiner Expeditionen in das Landesinnere teilzunehmen.

## Erforschung des Kontinents

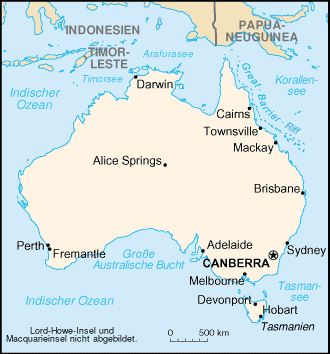
Australien und seine wichtigsten heutigen Orte

Die Kartografen und Forscher George William Evans (1780–1852) und John Oxley hatten im frühen 19. Jahrhundert die Route von Gregory Blaxland (1788–1852), William Charles Wentworth (1790–1872) und William Lawson (1774–1850) zu den Blue Mountains und nach Bathurst festgehalten und Karten der inneraustralischen Ebenen angefertigt. Oxley erforschte auch die Südküste von Queensland, während Allan Cunningham 1827 in das Landesinnere vordrang. Einer der Teilnehmer an dieser Expedition war Charles Sturt, der zwischen 1829 und 1839 die Hauptzuflüsse des Murray-Darling-Beckens entdeckte, das heute das landwirtschaftliche Herzstück Australiens darstellt. Sir Thomas Livingstone Mitchell bestätigte Sturts Erkenntnisse und erschloss 1836 die Route von New South Wales zum fruchtbaren Land im westlichen Teil von Victoria.
Das Hinterland der Küste von Western Australia wurde von Sir George Grey (1799–1882) und Edward John Eyre kartografisch erfasst. Der deutsche Naturforscher Ludwig Leichhardt führte drei Expeditionen, zuerst 1844 von Darling Downs in Queensland nach Port Essington in die Northern Territories. Am 10. Dezember 1846 begann seine zweite Expedition, auf der er versuchte, Australien von Ost nach West zu durchqueren. Sie musste nach fünf Monaten Dauer aufgegeben werden. Sein drittes Expeditionsvorhaben, Australien erneut von Ost nach West zu durchqueren, schlug fatal fehl: Leichhardt erreichte sein Ziel, den Swan River im Westen (heute in Western Australia) nicht und blieb verschollen.
Erst John McDouall Stuart konnte 1860 in das Landesinnere vorstoßen und 1862 schließlich den Kontinent von Süden nach Norden vollständig durchqueren.

## Charles Sturt als Mentor

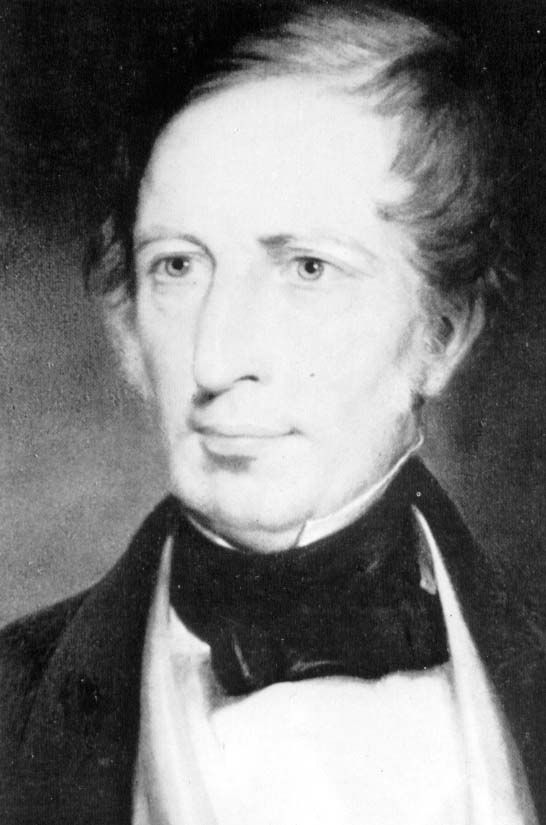
Charles Sturt

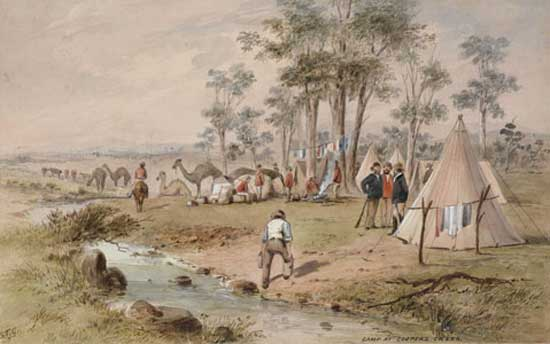
Coopers Greek

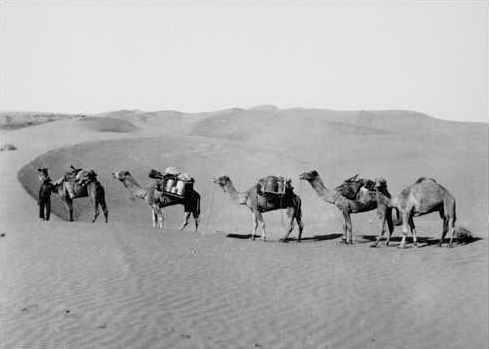
Simpsonwüste, 1936

Stuart nahm an einer Expedition Charles Sturts von August 1844 bis Dezember 1845 teil, die das Ziel hatte, ein im Zentrum Australiens vermutetes Süßwassermeer zu finden. Im August 1844 machte sich die aus 17 Personen bestehende und mit elf Pferden, einem Zugpferd, 30 Ochsen, 200 Schafen, sechs Hunden, vier Wagen und einem zerlegbaren Boot ausgerüstete Expedition von Adelaide auf in Richtung Landesinneres. Sturt entdeckte Coopers Creek und drang nordwestlich bis in das Innere von Queensland vor. Statt des vermuteten Süßwassermeeres fand er aber nur wüstes und trockenes Land, und die Expedition geriet zum Desaster, als sie sechs Monate in der Wüste feststeckte.
Gleich zu Beginn wurde die Expedition von feindlichen Aborigines attackiert, Sturt gelang es jedoch, sie zu besänftigen. Die Gruppe passierte Broken Hill, entdeckte aber den Quarzaufbruch an den Gesteinsformationen (ein untrügliches Zeichen für Bodenschätze) nicht. Weiter nördlich, am Rocky Glen bei der heutigen Stadt Milparinka, einer Schlucht, in der sich ein schmales Rinnsal zu einem Flüsschen verbreiterte, saßen sie wegen extremer Hitze und Wassermangel geradezu in der Falle. Da sie auch kaum frische Nahrung fanden, erkrankten viele Teilnehmer an Skorbut. Die Haut des stellvertretenden Expeditionsleiters James Poole wurde schwarz, und in seinem Mund lösten sich Hautfetzen. Es wurde so heiß, dass das Thermometer zerbarst und das Flüsschen ganz zu versiegen drohte. Die Mannschaft grub sich einen unterirdischen Raum als Unterschlupf. Auch im Winter litten sie, da es bitterkalt wurde. Sturts Augen verschlechterten sich bis zur fast völligen Blindheit.

Bevor die Situation gänzlich hoffnungslos zu werden drohte, regnete es ausgiebig, und zusehends besserte sich die Situation, so dass Sturt entschied, die Expedition fortzusetzen.
Kurze Zeit später erlag Poole seiner Krankheit, und Stuart rückte zum stellvertretenden Expeditionsleiter auf. Er zeichnete die meisten Karten, weil Sturt wegen seiner Sehprobleme dazu nicht mehr in der Lage war. Die Gruppe kreuzte den Strzelecki Creek und erreichte eine Wildnis, die sie Sturt’s Stony Desert, Sturts Steinwüste, taufte. Die Pferde lahmten, und die Hufe der Rinder und Schafe waren aufgrund der scharfen Steine bis aufs rohe Fleisch abgenutzt.
Heute wissen wir, dass diese Wüste 80 km breit ist. Sie durchquerten sie und kamen zur Simpsonwüste, wo sie mit 30 Meter hohen Sanddünen konfrontiert wurden. Stuart erkannte, dass es kein Weiterkommen geben konnte. Er musste nach Fort Grey zurückkehren. Die Expedition war erfolglos 1500 Kilometer gereist.
Das Ergebnis der Expedition war insgesamt trostlos, auch Stuarts Gesundheit war so angegriffen, dass er mehr als ein Jahr nicht arbeiten konnte. Er ließ sich auf dem Land in der Nähe von Adelaide als privater Sachverständiger nieder, wo seine Dienste auf große Nachfrage stießen. Er untersuchte Land auf Mineralien, mögliche Bodenschätze und Wasservorkommen und beurteilte seine Eignung als Weidegründe und für die Viehzucht. Von 1846 bis 1858 bediente er zahlreiche Kunden, an gut bezahlten Aufträgen mangelte es ihm nicht. Zu Wohlstand gelangte er dennoch nicht, er gab sein Geld aus, wie es hereinkam.

„Manchmal fuhr er nach Adelaide und ‚schmiss‘ eine fröhliche Party nach der anderen. Er kümmerte sich nie darum, wie schnell er sein Geld ausgab. War es verbraucht, nahm er wieder einen Auftrag an … (…Sometimes he went to Adelaide and gave gay parties. He never cared how quickly his money was spent. When it was gone, he went back to his surveys.)“

## Die Expeditionen

Stuarts Expeditionsrouten zwischen 1858 und 1862

Nach seiner Rückkehr und Genesung arbeitete Stuart bis 1858 wieder als Vermesser, hielt sich aber auch einige Zeit in Port Lincoln auf und versuchte sich – wiederum auf Empfehlung seiner Freunde und wiederum nicht allzu erfolgreich – als Immobilienmakler.
Er träumte von einer eigenen Expedition, um im Landesinneren nach gutem Weideland und Bodenschätzen zu suchen. Aufgrund seiner Teilnahme an Sturts Expedition von 1844/45 und seiner langen Erfahrung als Geometer, Kartograf und Landvermesser fühlte er sich der Herausforderung gewachsen. Er wusste um die Schwierigkeit, Wüstengebiete ohne Wasservorkommen mit großen Expeditionsgruppen zu erforschen und im Outback zu überleben, hatte hautnah die fatalen Auswirkungen von Skorbut erlebt, die Aborigines und ihre Verhaltensweisen studieren können und war mit der Topografie des australischen Landesinneren vertraut. Er war schnell, er war flexibel, und er verfügte über die besondere Gabe, eine unbekannte Landschaft „lesen“ zu können und Wasser zu finden. Deswegen wollte er im Gegensatz zu anderen Expeditionsleitern mit minimalem Aufwand und wenig Personal reisen.
1858 war es so weit, mit der finanziellen Unterstützung von William Finke konnte Stuart seine erste eigene Expedition vorbereiten.

### Mai bis September 1858

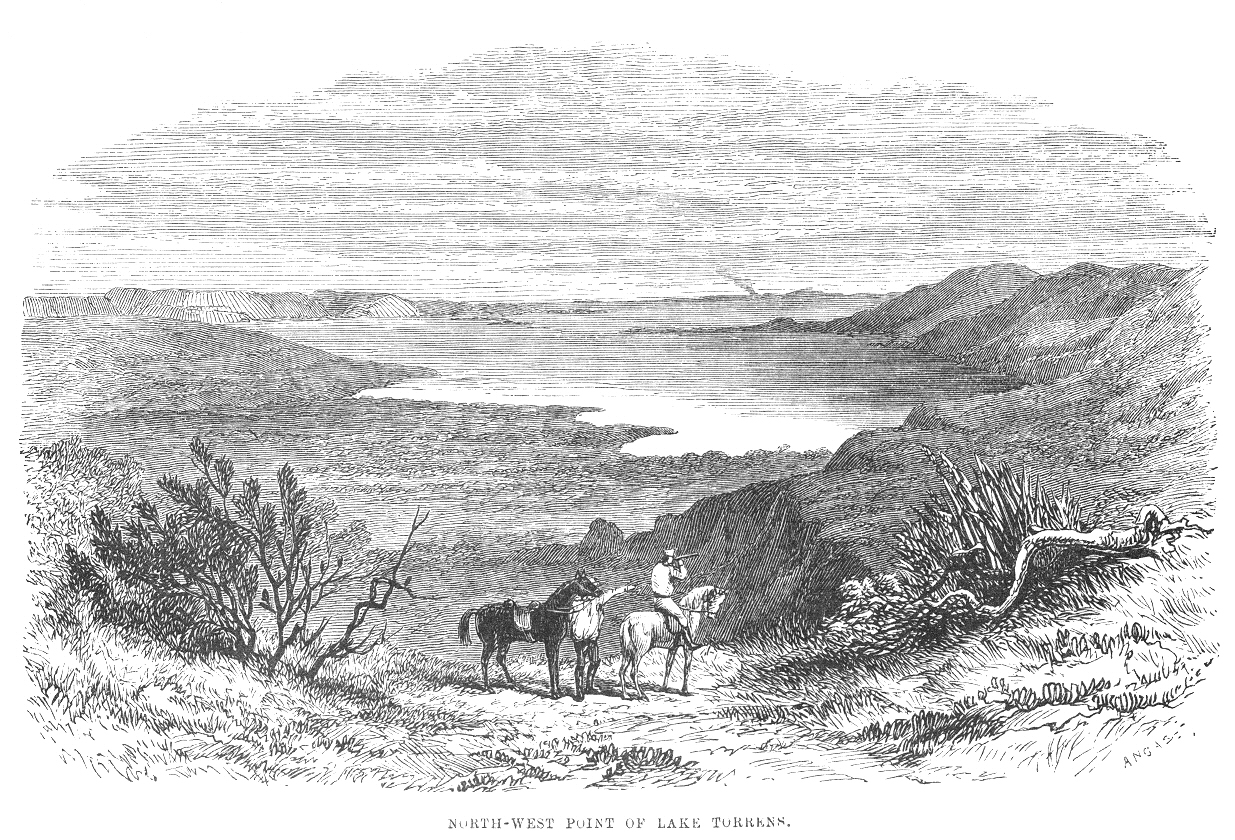
Lake Torrens

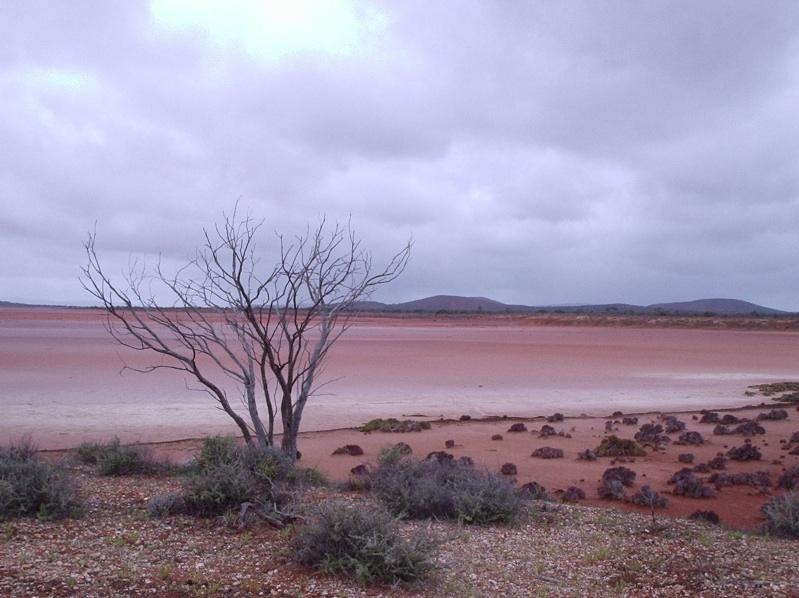
Lake Gairdner

Die Expedition hatte das Ziel, nördlich von Lake Torrens und Lake Gairdner nach Weideland und Bodenschätzen zu suchen. Stuart startete am 14. Mai 1858 von der Oratunga Ranch aus mit einem Assistenten namens Barker und einem Aborigine als Fährtensucher. Sie waren mit sechs Pferden, einem Kompass, einer Uhr und Verpflegung für sechs Wochen ausgerüstet.
Hinter Flinders Ranges gingen sie nach Westen und passierten die Südküste von Lake Torrens. Danach wandten sie sich gen Norden, wo Stuart eine Gruppe semipermanenter Wasserlöcher entdeckte, die er Chambers Creek nannte (heute: Stuart Creek) und die zu einem wichtigen Stützpunkt für spätere Expeditionen wurden. Weiter in nordwestlicher Richtung erreichten sie Coober Pedy (ohne das dortige gewaltige Opalfeld zu entdecken), bevor Nahrungs- und Futtermangel sie zwang, am Rande der Großen Victoria-Wüste in den Süden zurückzukehren.
Am 3. August „desertierte“ der Aborigine, informierte aber am Mount Eyre siedelnde Weiße, dass zwei Männer in der Wüste dem Hungertod nahe seien. Mit fast vollständig aufgebrauchter Nahrung, ohne Wasser und mit lahmenden Pferden kämpften sich Stuart und Barker bis zur „T. M. Gibson’s Outstation“, die sie am 22. August erreichten. Nach zehn Tagen Erholungspause kehrten sie nach Adelaide zurück, wo ihnen ein enthusiastischer Willkommensempfang bereitet wurde.
Diese Expedition begründete Stuarts guten Ruf. Er hatte bei einem minimalen Kostenaufwand ein riesiges Gebiet von 40.000 Quadratkilometern erforscht und dabei wichtige Entdeckungen und Erkenntnisse gewonnen. Aber die Expedition hatte die Teilnehmer auch viel Kraft und Gesundheit gekostet.

„Der Trip war eine schreckliche Schinderei. (I’ve had a terrible rough trip.)“

Die Royal Geographical Society zeichnete ihn mit einer goldenen Uhr aus. Sein Tagebuch und das von ihm gezeichnete Kartenmaterial überließ er der Regierung von South Australia, wofür diese ihm 2.500 Quadratkilometer Land aus dem erforschten Gebiet versprach. Dieses Land erhielt er aber wegen politischen Gezänks, in das auch Prozessgegner von Chambers und Finke involviert waren, nie überschrieben.

„Schließlich ergab es sich, dass seine einzige Honorierung die goldene Uhr der Royal Geographical Society in London war. As it turned out, however, his only reward for this journey was a gold watch from the Royal Geographical Society in London.“

### April bis Juli 1859

Chambers Creek (heute Stuart Creek)

Nachdem er sich gerade von der ersten Expedition erholt hatte, bewarb sich Stuart für die Pacht von Ländereien um Chambers Creek. Zwar war er als Entdecker dazu berechtigt, aber er wollte Rechte an einem größeren Gebiet. Um die Verhandlungen zu seinen Gunsten zu beenden, bot er an, die Landvermessung selbst vorzunehmen.
Mit drei Männer und 14 Pferden machte er sich bereits im April 1859 wieder auf in den Norden und erreichte die heutige Grenze zwischen South Australia und Northern Territory. Zwar noch reichlich mit Wasser und Verpflegung ausgestattet, kehrte die Expedition über 100 Kilometer zurück, weil sie keine Hufeisen mehr hatte – ein enorm wichtiger Gegenstand in dieser steinigen Region.
Bei dieser Gelegenheit entdeckte Stuart eine weitere zuverlässige Wasserversorgung für künftige Vorstöße in das Landesinnere: eine „wunderschöne Quelle“, gefüttert von dem damals noch unbekannten Großen Artesischen Becken.

„Ich habe sie Quelle der Hoffnung getauft. Das Wasser ist zwar etwas brackig, aber nicht von Salz, sondern durch Natron, und sie bildet einen kräftigen Wasserstrahl. Ich habe schon von weit schlechterem Wasser als diesem gelebt. Es ist für mich von äußerster Wichtigkeit, und lässt mir einen Rückzugsweg offen. Ich kann nun zu jeder Jahreszeit und bei jedem Klima von hier nach Adelaide gelangen. (I have named this The Spring of Hope. It is a little brackish, not from salt, but soda, and runs a good stream of water. I have lived upon far worse water than this: to me it is of the utmost importance, and keeps my retreat open. I can go from here to Adelaide at any time of the year, and in any sort of season.)“

### November 1859 bis Januar 1860

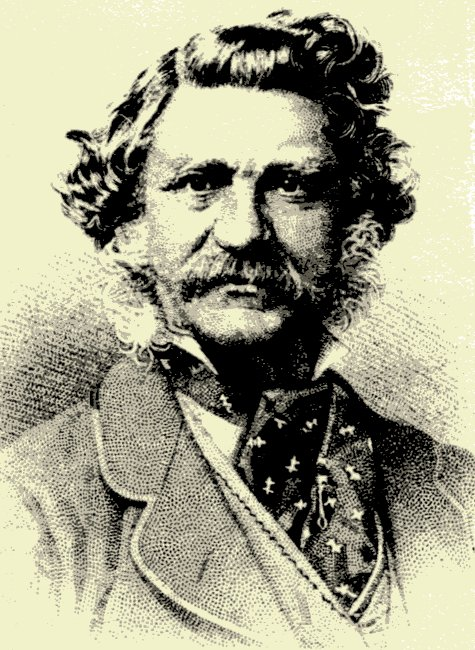
Alexander Tolmer (1815–1890)

Chambers träumte von einer Durchquerung des Kontinents von Süden nach Norden. Das noch unerforschte Gebiet im Landesinneren betrug nur noch rund 600 Meilen, da Stuarts nördlichstes Camp 500 Meilen von Adelaide entfernt gewesen war und Augustus Gregory vom Norden aus den Victoria River erreicht hatte. Chambers bat die Regierung um Hilfe, wollte £ 1.000 zur Ausstattung der Expedition und £ 5.000 als Belohnung im Erfolgsfall. Aus nicht überlieferten Gründen wies die Regierung den Antrag zurück und beauftragte stattdessen den Polizeiinspektor von South Australia, Alexander Tolmer (1815–1890), dessen Expedition (an der auch der junge Frederick Henry Litchfield teilnahm) in einem Chaos endete und umkehren musste, noch bevor sie den Distrikt verlassen hatte.
Zur gleichen Zeit lag die Regierung mit anderen Staaten im Wettstreit zur Beherbergung der Telegrafenstation für das transatlantische Telegrafenkabel aus Indien. Der reiche Rivale Victoria war soeben im Begriff, die bislang größte Expedition in Australiens Geschichte aufzustellen. Die Regierung von South Australia setzte ihrerseits einen Preis von £ 2.000 für denjenigen aus, der eine Nord-Süd-Überlandroute für die Telegrafenleitung finden würde.
Stuarts Expedition verließ am 4. November 1859 Chambers Creek. Er wurde von William Darton Kekwick, zwei weiteren Männern und zwölf Pferden begleitet. Im Gebiet um Davenport Range fanden sie Anzeichen von Goldvorkommen. Nach drei Wochen erfolglosen Schürfens rebellierten seine Männer, und die Expedition machte sich auf den Rückweg. Am 21. Januar 1860 erreichten sie wieder Chambers Creek, und Stuart zahlte die Männer bis auf William Kekwick aus, mit dem ihn mittlerweile eine Freundschaft verband und den er mit „everything I could wish a man to be“ (Ein Mann, der alles hatte und war, was ich mir wünschen konnte) beschrieb.

### März bis September 1860
Am 2. März 1860 verließ Stuart zusammen mit Kekwick und dem zwischenzeitlich rekrutierten Benjamin Head erneut Chambers Creek. Sie hatten 13 Pferde und Verpflegung für drei Monate dabei und visierten das Zentrum des Kontinents an. Als sie Neales Creek erreicht hatten, wurde ein Großteil ihrer Verpflegung durch heftigen Regen zerstört, so dass sie ihre Rationen stark reduzieren mussten. Am 4. April erreichten sie einen Fluss, den Stuart nach Finke benannte. Alle drei Männer hatten Anzeichen von Skorbut und Stuart war auf dem rechten Auge erblindet.

Central Mount Stuart, Zeichnung von John McDouall Stuart

Sie folgten dem Fluss bis zu einer Gebirgskette, die Stuart nach dem Gouverneur Sir Richard MacDonnell benannte. Sie stießen weiter nördlich zu einem See vor, dem er den Namen von Chambers’ Tochter Anna gab. Am 22. April kampierten sie an einer Stelle, die Stuart als das Zentrum des Kontinents berechnet hatte. Den zwei Meilen entfernten Berg nannte er Central Mount Sturt (später umbenannt in Central Mount Stuart) und setzte eine Fahne, „die für die Eingeborenen ein Zeichen sein möge, dass die Dämmerung von Freiheit, Kultur und Christentum auch für sie angebrochen ist.“ (and may it be a sign to the natives that the dawn of liberty, civilization, and Christianity is about to break upon them.)
Einen Monat lang suchte die Gruppe vergeblich nach einer Route, die sie bei ausreichender Wasserversorgung weiter nördlich bringen würde. Als es im Mai zu regnen begann, kamen sie zu Tennant Creek, wo sie, umgeben von undurchdringlichem Buschwerk, ein Versorgungslager einrichteten.
Erst als auch Kekwick protestierte, entschloss sich Stuart zur Umkehr. Zwei Monate später kehrten sie krank und hungrig nach Chambers Creek zurück.
Die Royal Geographical Society zeichnete Stuart erneut aus, dieses Mal mit einer Medaille. Eine solche doppelte Ehrung durch die Society hatte bislang nur David Livingstone erfahren. Von der Regierung wurde er mit einem offiziellen Bankett in Adelaide und zwei modernen Gewehren als Geschenk geehrt, Sir Richard McDonnell empfing ihn persönlich. Das ausgesetzte Preisgeld erhielt er allerdings nicht.

### November 1860 bis September 1861

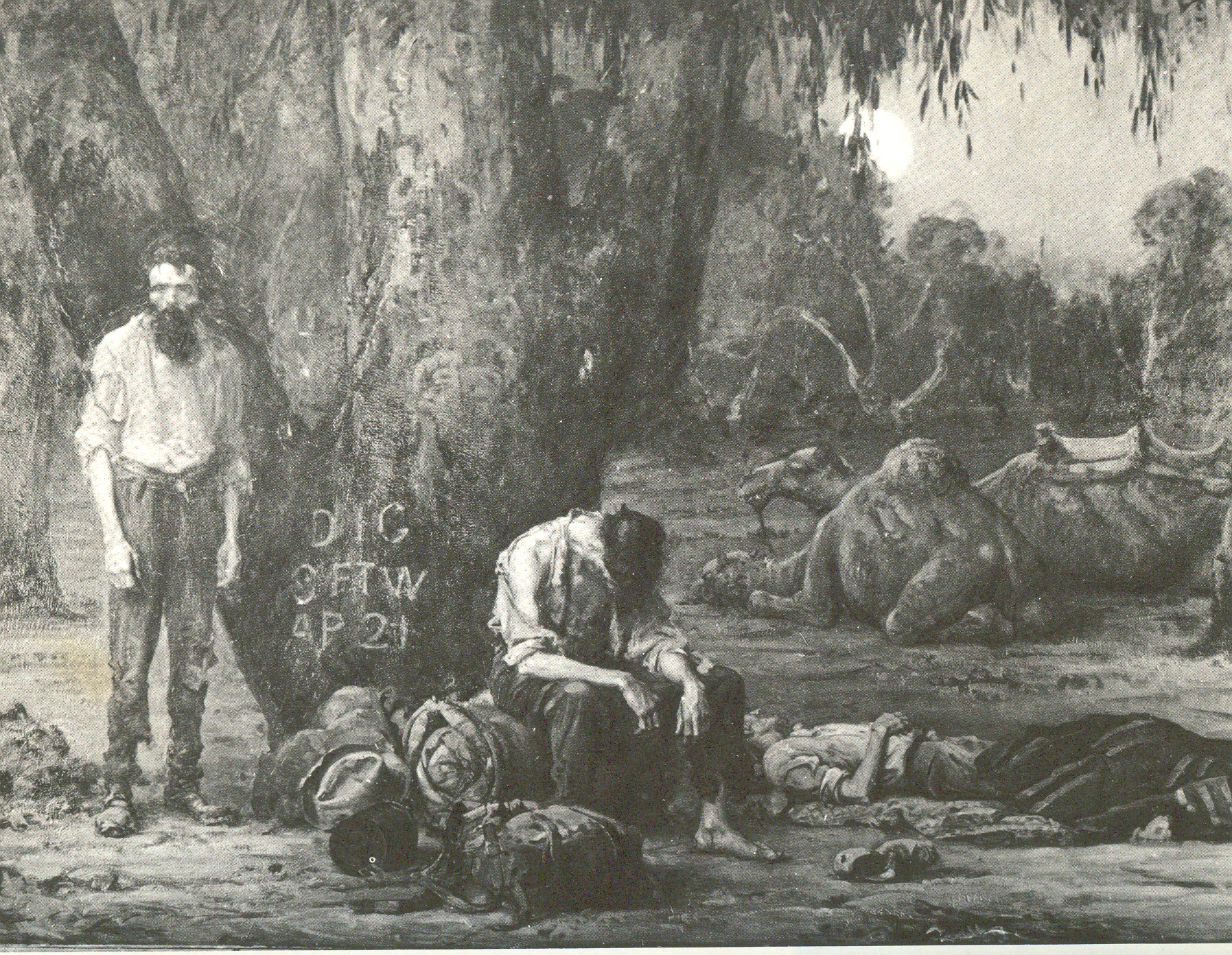
John Longstaff: Burke, Wills und King bei Coopers Greek

Nachdem Augustus Gregory 1858 das Innere Australiens erforscht hatte, wurde in Melbourne unter Regierungsbeteiligung ein Komitee gebildet, um eine Expedition zur Durchquerung des Kontinents zu organisieren. Die folgende Expedition von Burke und Wills startete am 20. August 1860 in Melbourne. Da Stuart bereits im März in Adelaide aufgebrochen war, vermeintlich, um die Nordküste zu erreichen, sah Burke seine Expedition als einen Wettlauf mit Stuart an. Nach einer langen und beschwerlichen Reise erreichten sie am 10. Februar 1861 den Golf von Carpentaria – als erste, denn Stuart hatte nur das Zentrum des Kontinents angesteuert und war bereits zurückgekehrt. Auf dem Rückweg verstarben gegen Ende Juni 1861 beide Expeditionsleiter an Mangelernährung und Erschöpfung am Cooper Creek.
Das Parlament von South Australia lobte indessen – in Unkenntnis der Tatsache, dass die Expedition von Burke und Wills unter einem schlechten Stern stand – eine Summe von £ 2.500 für eine größere, bewaffnete und besser ausgestattete Expedition aus, die Stuart führen sollte. Am 29. November 1860 war Stuart in der Lage, erneut zu starten. Er verließ Moolooloo mit sieben Männern und 30 Pferden und erreichte Goolong Springs bereits am 4. Dezember und Chambers Creek am 12. Dezember. Die Pferde waren teilweise erkrankt und konnten nicht eingesetzt werden. Einige erblindeten, andere starben, so dass die Gruppe bis zum Ende des Monats in Chambers Creek blieb und auf Ersatzpferde wartete, die am 31. Dezember zusammen mit mehr Männern und einer weiteren Nahrungsreserve eintrafen. So konnte Stuart am 1. Januar 1861 von Chambers Creek mit einem Dutzend Männer, fast 50 Pferden und Nahrung für 30 Wochen aufbrechen.

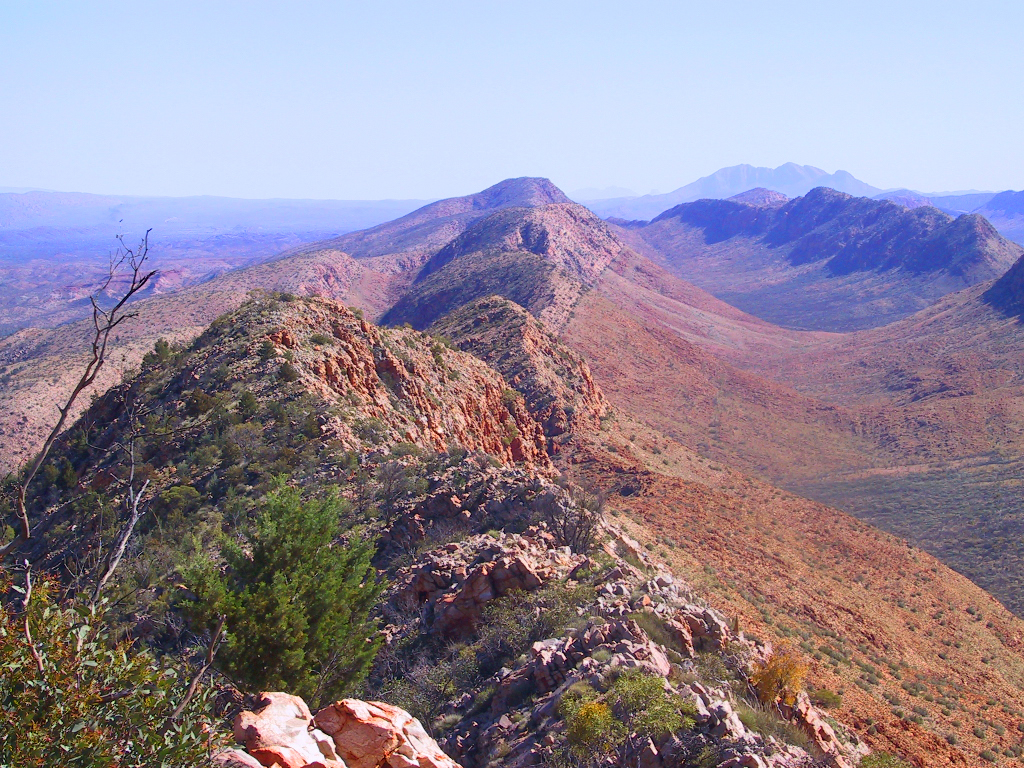
MacDonnell-Nationalpark

Es war Hochsommer und die schlechteste Zeit zu reisen. Schon bald war Stuart gezwungen, zwei Männer und die fünf erschöpftesten Pferde zurückzusenden. Die Hitze war extrem, und die Gruppe hinkte auf der Suche nach Wasser und Tierfutter ihrem Zeitplan hinterher. Am 11. Februar – dem Tag, als Burke und Wills den Golf von Carpentaria erreichten – waren sie noch immer in South Australia. Nur unter erheblichen Schwierigkeiten erreichten sie MacDonnell Ranges, als schwerer Regen einsetzte, der es ihnen ermöglichte, nach Norden an einen besser geeigneten Platz vorzustoßen. Sie erreichten Attack Creek am 24. April 1861, ohne dieses Mal von feindlichen Stammesleuten am weiteren Vorstoß gehindert zu werden. Zur ungefähr gleichen Zeit – was Stuarts Gruppe natürlich unbekannt war – erreichten Burke, Wills und King ihr Basislager bei Coopers Creek, um es verwüstet und ausgeraubt vorzufinden. Ihr viertes Mitglied, Charles Gray, war bereits tot.
Stuart plante, nordwestlich in Richtung Victoria River weiter zu ziehen. Während sich der Großteil der Mannschaft ausruhte, unternahm Stuart eine Serie von Spähgängen in diese Richtung, wo ein Vorankommen aber durch dichtes Buschwerk und das Fehlen von Wasser versperrt war. Schließlich fand er 80 Kilometer nördlich ein Wasserloch, wohin er das Lager verlegte. Weitere nördliche Vorstöße blieben zunächst erfolglos. Als er alles auf eine Karte setzte und dennoch die gesamte Gruppe gen Norden schickte, wurde er mit der Entdeckung einer „wunderbaren Wasserdecke“ von 150 Metern Breite und 7 Kilometern Länge belohnt. Er nannte sie Glandfield Lagoon (später umbenannt in Newcastle Waters) und ließ die Gruppe dort mehr als fünf Wochen kampieren, während er eine nordwestliche Route auskundschaftete, die sie zum Victoria River und damit zum Meer führen sollte.
Die Verpflegung wurde knapp, Mensch und Tier befanden sich in äußerst schlechter Verfassung. Die örtlichen Aborigines waren unfreundlich, legten Feuer um das Camp und erschreckten die Pferde, so dass Kekwick bewaffnete Wachposten aufstellen musste. Am 1. Juli 1861, exakt ein halbes Jahr, nachdem sie Chambers Creek verlassen hatten, befahl Stuart den Rückzug. In der relativen Kühle des südlichen Winters kamen sie gut voran und erreichten im September besiedeltes Gebiet.
Als Stuart nach seiner Rückkehr erfuhr, dass Burke und Wills vermisst waren, bot er sofort seine Hilfe an, nach ihnen zu suchen. Das Rettungsteam war jedoch bereits einige Wochen zuvor aufgebrochen und kehrte bald mit der Nachricht zurück, dass sieben Mitglieder der größten und am besten ausgerüsteten Expedition in Australiens Geschichte umgekommen waren. Dies kühlte Erkundungswut und Forscherdrang spürbar ab.

### Dezember 1861 bis Dezember 1862

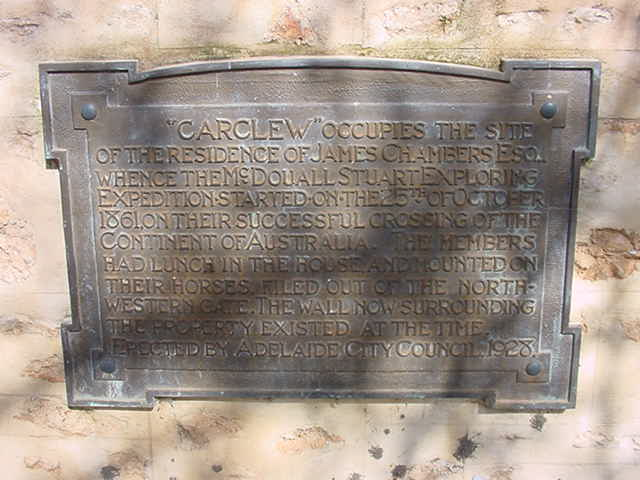
Plakette, die den Startpunkt von McDoualls Expedition 1861–62 markiert und am 28. Mai 1928 angebracht wurde. Sie befindet sich an der Wand des Hauses Carclew, Montefiore Hill in Adelaide.

Obwohl Stuart bereits fünf Expeditionen in das Zentrum Australiens geleitet und bis auf wenige hundert Meilen das Zentrum durchquert hatte, ohne einen Mann zu verlieren, sträubte sich die Regierung Südaustraliens, einen sechsten Versuch finanziell zu unterstützen. Stuart selbst verfügte über keine finanziellen Mittel mehr. Er setzte seine Planungen unbeirrt fort und wurde dabei von der Öffentlichkeit Adelaides unterstützt. Geschäftsleute spendeten Material und Verpflegung und drei Männer meldeten sich freiwillig. Neun Expeditionsteilnehmer verließen Adelaide bereits Ende Oktober 1861 und sammelten sich in Chambers Creek, während Stuart den Nachschub organisierte und sich selbst – gesundheitlich inzwischen schwer angeschlagen und an einer komplizierten Handverletzung laborierend – noch zu erholen versuchte.
Schließlich stellte die Regierung in letzter Minute £ 2.000 unter der Bedingung zur Verfügung, dass Stuart von einem Wissenschaftler begleitet würde, und Stuart machte sich mit dem Botaniker J.W. Waterhouse auf den Weg zu seinem Team.

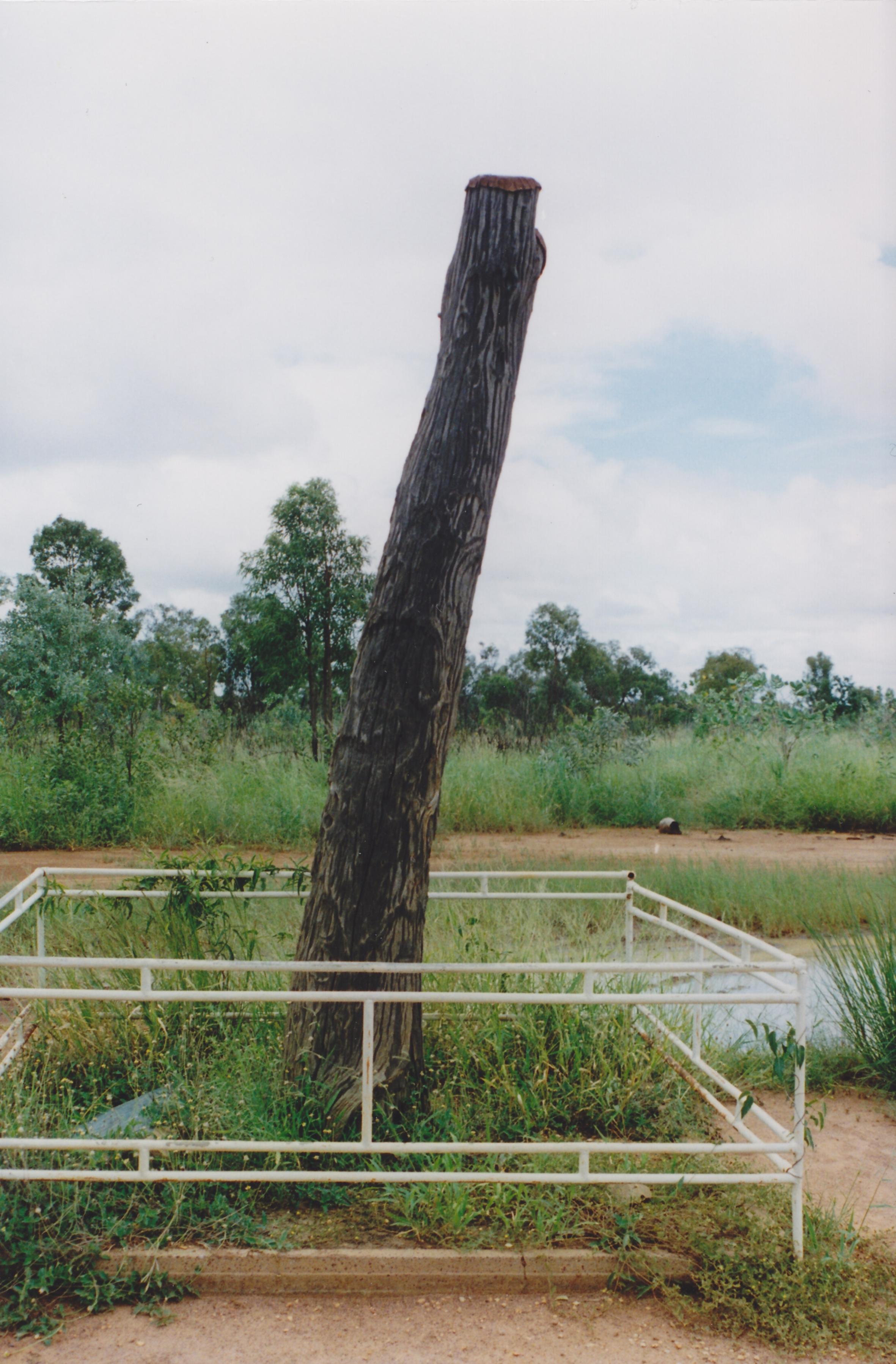
Baum, in den Stuart vermutlich am 23. Mai 1862 sein Initial „S“ geschnitzt hat.

Die Mannschaft kam rasch voran und erreichte Newcastle Waters am 5. April, wo sie in Konflikt mit den Aborigines geriet, aber das Glück hatte, Wasser zu finden, so dass sie ihr Lager schnell nach Norden verlegen konnte. Der nächste Reiseabschnitt stellte sich als schwieriger heraus. Stuart und seine Kundschafter unternahmen fünf erfolglose Versuche, einen Weg zum Victoria River zu finden. Schließlich entschied er sich für eine neue Nord- anstatt der Nordwest-Strecke und wurde mit dem Fund einer Serie kleiner Wasserlöcher belohnt, die zu Daly Waters führten, rund 150 Kilometer nördlich von Newcastle Waters, das sie am 28. Mai erreichten und nach dem neuen Gouverneur von South Australia benannten.
Stuarts Kraft und Ausdauer ließen spürbar nach, weitere Versuche, Victoria River zu erreichen, schlugen fehl. Am 9. Juni 1862 erreichten sie erstmals von Gregory bereits kartiertes Gebiet und am 1. Juli ein Flüsschen, von dem Stuart annahm, es handele sich um einen Nebenarm des Adelaide River. Er nannte ihn Mary River nach einer von Chambers’ Töchtern. Nun trennten sie nur noch rund 200 Meilen vom Adelaide River, der bereits von Leutnant Helpmann per Schiff erkundet worden war. Am 24. Juli 1862 erhielten Thring und Stuart, die der Gruppe als Späher vorangingen, ihre ultimative Belohnung, als sie plötzlich das Blau des Indischen Ozeans sahen. Sie waren am Van-Diemen-Golf angekommen.
Am nächsten Tag hisste die Mannschaft den Union Jack am höchsten Zweig eines Baums. Vor Monaten hatte Elizabeth Chambers auf dieser Flagge Stuarts Namen eingestickt. Stuart benannte die Meeresbucht hier nach ihr Chambers Bay, ein Name, den sie heute noch trägt. Ein Schriftstück, das die Namen und Unterschriften aller Expeditionsteilnehmer trug, wurde in einer Blechdose unter dem Baum begraben.

„South Australian Great Northern Exploring Expedition. Die Expeditionsmannschaft unter dem Kommando von John McDouall Stuart erreichte diesen Ort am 25. Juli 1862, nachdem sie den australischen Kontinent vom Südlichen zum Indischen Ozean durch das Zentrum durchquert hatte. Sie verließen die Stadt Adelaide am 26. Oktober 1861 und die nördlichste Kolonie am 21. Januar 1862. Zum Gedenken an dieses glückliche Ereignis haben sie diese Flagge mit seinem Namen gehisst. Alle wohlauf. Gott schütze die Königin. (The exploring party, under the command of John McDouall Stuart, arrived at this spot on the 25th day of July, 1862, having crossed the entire Continent of Australia from the Southern to the Indian Ocean, passing through the centre. They left the City of Adelaide on the 26th day of October, 1861, and the most northern station of the Colony on 21st day of January, 1862. To commemorate this happy event, they have raised this flag bearing his name. All well. God save the Queen!)“

Neun Monate nachdem sie Adelaide verlassen hatten, machten sie sich auf den Rückweg. Viele ihrer ursprünglich 71 Pferde waren so schwach, dass sie auf dem Rückweg an Wasserlöchern zurückgelassen wurden; Stuart, der unter fortgeschrittenem Skorbut litt und nahezu erblindet war, musste auf einer Bahre hinter zwei Pferden gezogen werden, erholte sich aber so weit, dass er am 26. November, als sie den Mount Margaret erreichten, wieder reiten konnte und mit drei Mitgliedern der Expedition eine Vorhut bildete, die am 17. Dezember Adelaide erreichte. Er hatte alle seine Männer – die meisten schwach, viele krank, aber alle lebend – zusammen mit 48 Pferden zurückgebracht.

## Die letzten Jahre

Buchumschlag

Stuart beschrieb seine Expeditionen in „Explorations in Australia“.

Das Buch Explorations in Australia. The Journals of John McDouall Stuart, editiert von W. Hardman, erschien 1864.
Stuart kehrte nach Adelaide zurück, erschöpft und gebrochen, und erholte sich nie wieder von den Entbehrungen, die er erlitten hatte.
Robert Bruce schrieb:

„Ich hatte den tapferen kleinen Mann zuvor anlässlich verschiedener Anlässe gesehen, wenn er seinem Beruf als Landvermesser nachging. Er trug einen vollen dunklen Bart und einen langen dunkelblauen Gehrock mit Messingknöpfen, ein Kleidungsstück, das schon damals definitiv aus der Mode war … Ich hätte die Sache mit dem Mantel nicht erwähnt, doch da er sich von ihm getrennt hatte, erkannte ich ihn nicht wieder … Eines Tages, als ich eine Rinderherde runter nach Arkaba trieb, hörte ich hinter mir eine scharfe Stimme mit schottischem Akzent. Als ich mich umdrehte, blickte ich in ein fahles, teigiges, von einem schweren Schnauzbart dominiertes und unter einem schmutzigen Hut aus Palmwedeln steckendes Gesicht, das hinter dem Gatter hervorlugte. I had seen the plucky little man on several occasions previously when he followed his profession as a land surveyor, and wore a full dark beard and rather long-tailed blue coat with brass buttons, a garment even then going muchly out of fashion. Stuart of course considered the long-tailed blue became him, or he would not have worn it, and I must say it was very appropriate. I should not have mentioned the coat in question had not the discarding of it and the assumption of dirty moleskin pants and frayed vest of uncertain pattern, worn over a bulging crimson shirt, been the cause of my not recognising the intrepid explorer on a certain occasion. One day I was drafting a mob of cattle in the Arkaba yard, a sharp voice with a Scottish accent accosted me from the fence, when I turned to see a pallid pasty-looking face, crossed by a heavy moustache, and roofed in with a dirty cabbage-tree hat, peering between the rails.“

Bruce hatte auch bereits früh Stuarts Passion für Whiskey beobachtet:

„Es mag Glück für Stuart gewesen sein, dass Angus G am Bahnhof war, als er ankam, denn Frank M war nicht zuhause und ich selbst kaufte niemals Whiskey, deswegen wäre dem Forscher nur ein – wie er es wohl bezeichnet hätte – reichlich trockenes Willkommen zuteil geworden sein … Da ich zu dieser Zeit Arbeit bis über beide Ohren hatte, blieb ich –hicks!–- nicht, bis der ganze Whisky getrunken war, aber ich –hicks!– überließ es den beiden Schotten. Jedenfalls hatten beide einen schönen Kater am nächsten Morgen. (It was perhaps fortunate for Stuart that Angus G was at the station when he arrived, for Frank M was from home and I never invested in whiskey, therefore the explorer might have had what he might have considered a dry welcome, but for Angus, as it was a vera wat nicht resulted fra' the meeting, and baith got unco' fu'. … As I had my hands full of work about that time I didna wait to feenish the whusky, but left the two Scots to dae it. Anyhow, baith had sair heads the morn.)“

Stuart war von der Regierung mit £ 3.000 honoriert worden und hatte 1.000 Quadratkilometer Weideland für sieben Jahre pachtfrei erhalten. Doch es ging ihm gesundheitlich schlecht, er fühlte sich einsam und ruhelos. James Chambers war gestorben und William Funke krank. Er selbst war nahezu blind, hatte eine verkrüppelte rechte Hand, litt an Schlaflosigkeit und konnte nicht mehr reiten oder lesen. Im April 1864 reiste er nach Großbritannien, um sich zu erholen. Er zog zu seiner Schwester Mary Turnball und deren Mann nach London; seine Gesundheit sollte sich nicht mehr bessern.

„Innerhalb von einem oder zwei Jahren hatte er mit mentalen Problemen zu kämpfen, mit Verwirrung, Gedächtnisproblemen, der Unfähigkeit zu buchstabieren und – so scheint es – auch mit Sprachschwierigkeiten, so dass er später als ‚halb närrisch‘ beschrieben wurde. Within a year or two he was to suffer confusion of mind, ‘obfuscation’, loss of memory, decline of the power to spell conventionally, and, it seems, difficulty of speech, and he was later to be described as having been ‘half foolish’“

Stuart starb am 5. Juni 1866 im Alter von 50 Jahren. Sein Totenschein nennt als Todesursache „Gehirnerweichung und Degeneration des Gehirns mit einer finalen cerebralen Gehirnblutung“ (softening and degeneration of the brain with a final cerebral haemorrhage).
An seinem Begräbnis nahmen nur sieben Personen teil, vier Verwandte, zwei Abgesandte der Geographic Society und Alexander Hay, nach dem Stuart den Mount Hay in Central Australia benannt hatte. Sein Grab befindet sich auf dem Kensal Green Cemetery bei London. Der Grabstein wurde von seiner Schwester Mary errichtet.

## Telegrafenlinie
Stuarts Durchquerung des Kontinents war für die Erschließung Inneraustraliens von besonderer Bedeutung, denn entlang seiner Route, von Port Augusta im Süden bis Darwin im Norden Australiens, wurde 1872 ein Überlandtelegraf angelegt.
Der Überlandtelegraf war für Australien ein infrastrukturelles Bauwerk von epochaler Bedeutung. Er verkürzte den Nachrichtenfluss von und nach dem britischen Mutterland von Monaten auf einige Tage und revolutionierte die Kommunikation der Kolonien mit dem Rest der Welt. An den Relaisstationen wuchsen Siedlungen aus dem Boden, Ingenieure und Arbeiter von der Telegrafengesellschaft wechselten nach getaner Arbeit in die Landwirtschaft und bauten die Viehwirtschaft auf, die bis heute das ökonomische Rückgrat der Savannengebiete des Northern Territory bildet.
Telegrafen waren preiswert zu installieren. Schweres Arbeitsgerät war nicht erforderlich, die hauptsächlichen Kosten bestanden in den Kupferleitungen. Um 1851 gab es mehr als fünfzig Gesellschaften, die Telegrafenlinien betrieben, bevor viele von ihnen um 1856 mit der Western Union fusionierten. Australiens erste elektrische Telegrafenverbindung lief von Melbourne zum nahe gelegenen Hafen von Williamstown, die erste Nachricht wurde im März 1854 gesendet. Bis 1858 waren Sydney, Melbourne und Adelaide bereits miteinander verbunden, Tasmanien folgte ein Jahr später.
In der weltweiten Planung war inzwischen bereits ein globales Netzwerk von transozeanischen und Überland-Kabeln am Entstehen. Die Leitung war von Großbritannien aus bereits bis nach Indien geführt worden und sollte nun über Java auch nach Australien geführt werden. Unter den Kolonien lief ein Wettlauf um den Auftrag für die Telegrafenleitung, die Australien an das Tiefseekabel von Java anschließen und damit mit der Welt verbinden sollte.
Durch die Erschließung des Kontinents und die Findung einer Nord-Süd-Route waren auch die Voraussetzungen für eine Überlandleitung geschaffen. Tatsächlich baute die Südaustralische Regierung 1870 die Telegrafenleitung von Adelaide nach Port Augusta und hielt sich dabei eng an die von Stuart gewählte Strecke.
Der Projektleiter Charles Todd (Astronom) eröffnete die Leitung am 22. August 1872 mit folgender Nachricht:

„Wir haben heute, innerhalb von zwei Jahren, eine 2.000 Meilen lange Kommunikationsleitung durch das Zentrum von Australien vollendet, das noch vor wenigen Jahren als terra incognita eine Wüste zu sein schien. (We have this day, within two years, completed a line of communications two thousand miles long through the very centre of Australia, until a few years ago a terra incognita believed to be a desert.)“

## Rezeption

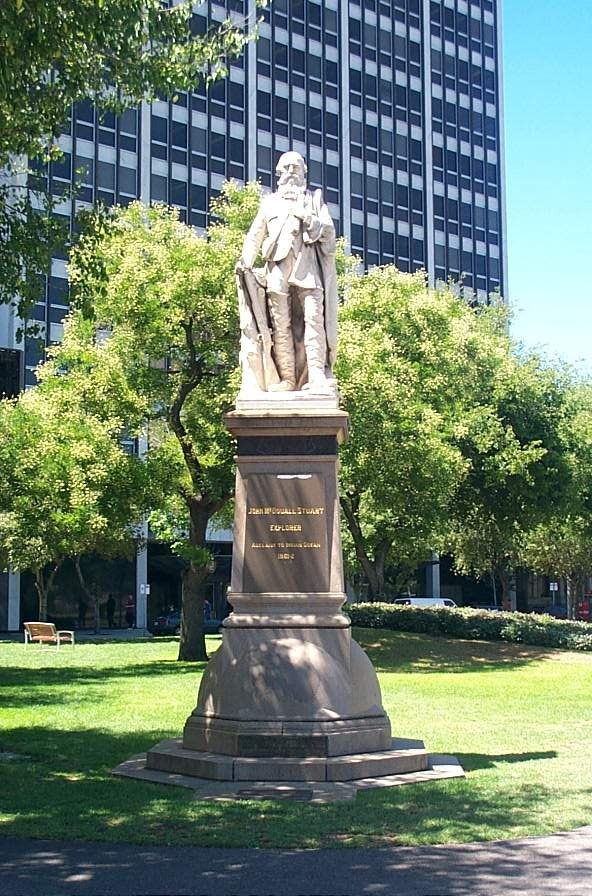
Statue McDoualls am Victoria Square in Adelaide, enthüllt am 4. Juli 1904

Viele Plätze und Sehenswürdigkeiten sind oder waren nach John McDouall Stuart benannt, so unter anderem:
- Die Stadt Stuart, 1933 in Alice Springs umbenannt, gegründet 1872 anlässlich des Baues der Telegrafenverbindung, bis heute die einzige größere Stadt im australischen Outback mit etwa 28.000 Einwohnern, etwa 1.500 Kilometer von allen anderen großen Städten entfernt
- Der Stuart Highway, von den Australiern kurz und bündig The Track genannt und von der Touristenbehörde seit neuestem gerne als Explorer’s Way angepriesen, ist der Highway Nr. 87. Er hat eine Länge von 2735 km und verbindet Port Augusta in South Australia mit Alice Springs und Darwin im Northern Territory. Dabei folgt er der Route der 1872 gebauten Telegrafenlinie durch das Outback des Red Centre und des Top End.
- Die Stuart-Kette, eine Hochfläche in Western Australia, die parallel zur Nordgrenze von South Australia verläuft, mit dem Central Mount Stuart als höchster Erhebung
- Das Stuart Range Opal Field, das heutige Coober Pedy
- Das Stuart Range Observatory, eröffnet 1991, gelegen in der Nähe des Bunya Mountains National Park, rund 230 Kilometer nordwestlich von Brisbane
- Eine Straße in Canberra
- Eine Statue Stuarts am Victoria Square in Adelaide

John McDouall Stuart, der Freimaurer(Lodge of Friendship No. 613 in Adelaide) war, blieb eine kontroverse Figur der Zeitgeschichte:

„Einsam und unabhängig, war er von Leidenschaft, Stolz und Mut beseelt und ordnete seiner großen Vision – der Erforschung des australischen Landesinneren – alles unter. Sein Ruf, ein schwerer Trinker zu sein, half seinen zeitgenössischen Gegnern, seine Erfolge herabzusetzen und sogar anzuzweifeln, dass er den Indischen Ozean jemals erreicht habe …“

„Nur wenige andere Forscher Australiens im 19. Jahrhundert konnten sich mit ihm in seiner Unbeirrbarkeit, Entschlossenheit Ausdauer, Geduld und heldenhaften Mut messen, die ihn auch nach einer langen Serie verlorener Schlachten sein Ziel nicht aus den Augen verlieren ließ. Den australischen Kontinent in den 1860er Jahren durch das Zentrum zu durchqueren, war ein höchst bravouröses Unterfangen, es gleich sechs Mal zu tun, kennzeichnete einen Helden von mehr als durchschnittlicher Größe …“

„Geradezu unglaublich mutet an, dass Stuart auf all seinen Expeditionen nie einen Mann verlor, trotz den harten Bedingungen in einer extremen Umgebung. Ebenso interessant ist, dass dieser Mann, der sich im Outback zu bewegen wusste wie kein zweiter, sich im Stadtleben nicht zu orientieren verstand. Dem Alkoholismus verfallen, starb Australiens grösster weisser Entdecker 1866 in unverdienter Einsamkeit.“